# هروب مع سبق الإصرار (فلم)
فلم من إنتاج الفنانيين المتحدين عام 1999، سيناريو وحوار نبيل صاروفيم ومن إخراج يوسف شرف الدين والفيلم بطولة جيهان راتب وهو أول اعمالها، كريستين شويرى، مجدى مشموشى ويوسف شعبان.
قصة الفيلم مقتبسة عن الفيلم الأمريكي النوم مع العدو بطولة جوليا روبرتس. وتم تصوير الفيلم بخام 16 ملم، وصورت معظم مشاهده ببيروت وباقى المشاهد بالقاهرة. وتم عرضه حصريا بقنوات راديو وتليفزيون العرب.